# Walter Machtemes

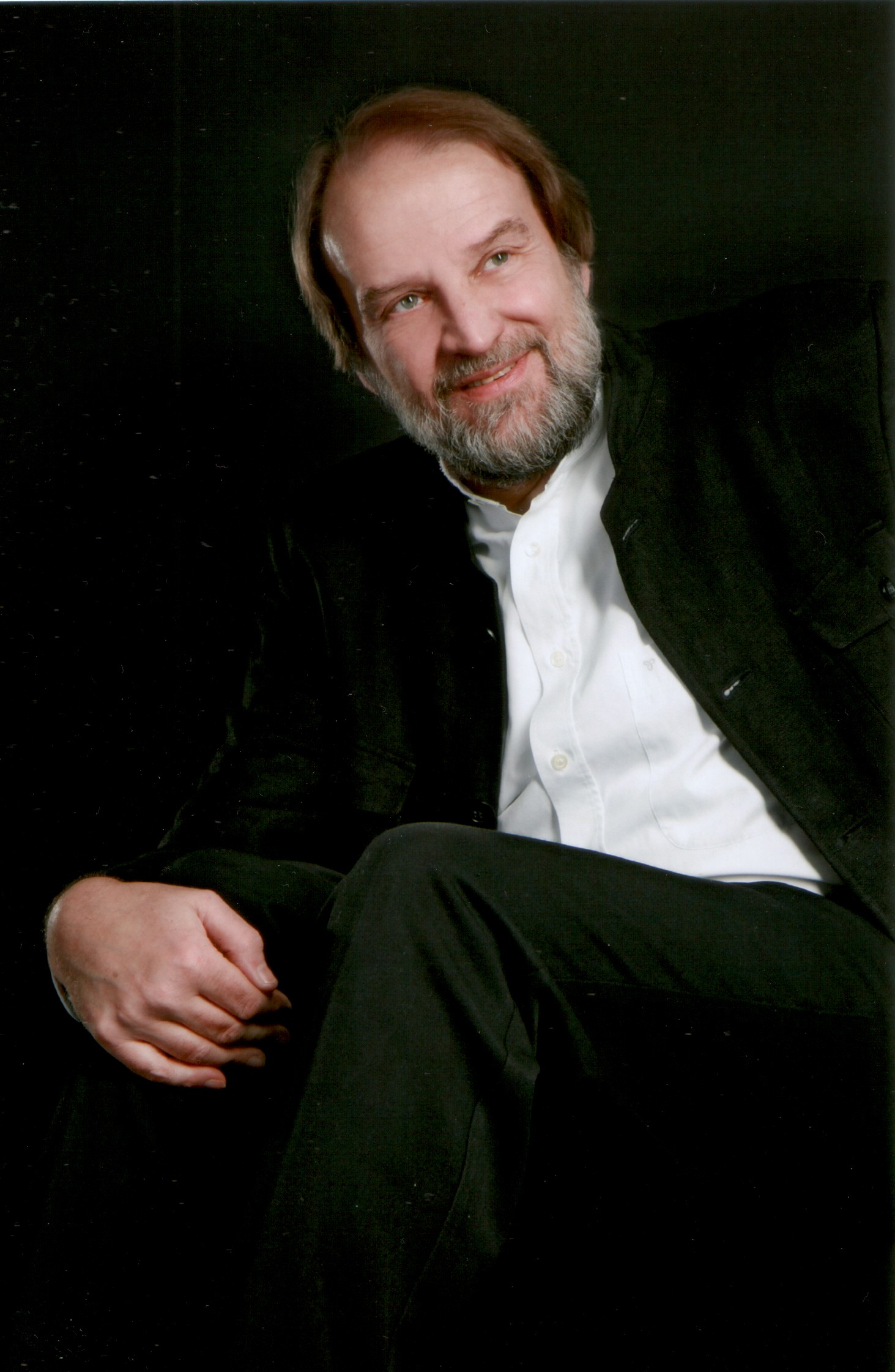
Walter Machtemes 2011

Walter Machtemes (* 25. Dezember 1949 in Witten) ist ein deutscher Raumplaner, Soziologe, Philosoph, Mediziner und Hochschullehrer sowie Autor.

## Leben
Von 1960 bis 1968 besuchte Walter Machtemes das Wittener Jungengymnasium.
Mit dem Beginn seiner Studien engagierte sich Machtemes in sozialen- und Randgruppen-Projekten, in der Dritte-Welt-Arbeit und in der Basis-Bildungsarbeit; von 1976 bis 1986 leistete er entwicklungspolitische Bildungsarbeit und Projektbetreuung in Südasien. Von 1985 bis 1993 arbeitete er mit Strafgefangenen.

## Studienabschlüsse
Machtemes absolvierte von 1970 bis 1975 ein Studium der Raumplanung an der Universität Dortmund, das er als Dipl.-Ing. abschloss. Das Studium der Soziologie, Sozialpsychologie und politischen Wissenschaft von 1973 bis 1978 an der Ruhr-Universität Bochum beendete er als Diplom-Soziologe Danach studierte er von 1978 bis 1985 Philosophie und Pädagogik an der Ruhr-Universität Bochum mit dem Abschluss eines Dr. phil., parallel von 1978 bis 1980 katholischen Theologie am Institut für Lehrerfortbildung Essen sowie ein Studium der Erziehungswissenschaften, Psychologie und Literaturwissenschaften an der Fernuniversität Hagen. Von 1986 bis 1993 studierte er Medizin am Klinikum der Gesamthochschule Essen, das Dritte Staatsexamen und die Approbation erfolgten 1993; den Dr. med. erlangte er 1995. Weiterqualifizierungen in Chinesischer Medizin und Akupunktur, in Public Health und Medizinsoziologie schloss er an.

## Leistungen
Zunächst war Machtemes in der Erwachsenenbildung tätig. Er lehrt seit 1995 Medizinische Soziologie an der Universität Duisburg-Essen und übernahm Lehraufträge in den Wissenschaftsfeldern Sozialmedizin, Psychosomatik, Psychologie, Soziologie und Sozialpädagogik. Seit 2007 ist Walter Machtemes Honorarprofessor für Medizinische Soziologie an der medizinischen Fakultät der Universität Duisburg-Essen. Nach der Zeit als Assistenzarzt für Psychiatrie und Neurologie 2000 lag sein primäres Arbeitsfeld in den Bereichen Medizin/Psychologie/Soziologie.
Machtemes war bis 2013 Akademie- und Studienleiter des Medikon Oberhausen, einem EU-Modellprojekt und gemeinnützigen Bildungsunternehmen und Gesellschafter; dort ist er heute weiterhin als Honor-Mitarbeiter tätig. Seit 2014 ist Machtemes ärztlicher Leiter der zusammen mit Manfred Nelting gegründeten „Gezeiten Haus Oberhausen GmbH“, einer privaten Tagesklinik für Psychosomatische Medizin und Traditionelle Chinesische Medizin (TCM).

## Schriften
- Gesundzeit: Medikon-Jahrbuch, Medien Verlag Argon, 2000.
- Angenommen, es gäbe mich nicht, Medien-Verlag Argon, 2000.
- (mit Manfred Kugelmann) Ein Tabu-Thema: Zwangsarbeit in Oberhausen 1939 bis 1945, ASSO-Verlag, Oberhausen 1998.
- (mit Ulrich Wiesmann) Multiple Sklerose und Arbeitsmotivation, Wege und Chancen psycho-sozialer Re-Integration. Hrsg.: Deutsche Multiple Sklerose Gesellschaft, REHA-Verlag, Bonn 1998.
- Soziologie der Krankheit, Grundlagen der Medizinsoziologie, (Dissertation) Medikon-Verlag, Oberhausen 1996.
- Medizinische Sozial(fall)forschung Ansätze medizinischer Soziopathologie und -diagnostik. Ortadogu-Verlag, Oberhausen 1994. ISBN 3925206892
- Mahner und Warner von gestern: Ausgewählte Positionen philosophischer Kulturkritik zu Beginn des 20. Jahrhunderts, (Dissertation) Germinal-Verlag, Bochum 1986.